# جون نيلي بريان
جون نيلي بريان (بالإنجليزية: John Neely Bryan)‏ هو محامي وفلاح أمريكي، ولد في 24 ديسمبر 1810 في فايتيفيل في الولايات المتحدة، وتوفي في 8 سبتمبر 1877 في Austin State Hospital ‏ في الولايات المتحدة.

## وصلات خارجية
- جون نيلي بريان على موقع الموسوعة البريطانية (الإنجليزية)